# Bob Knight

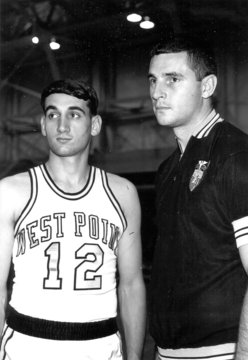
Knight (po prawej) z Krzyzewskim, wówczas zawodnikiem West Point.

Robert Montgomery „Bob” Knight (ur. 25 października 1940 w Massillon, zm. 1 listopada 2023 w Bloomington) – amerykański koszykarz oraz trener akademicki, analityk koszykarski, mistrz NCAA jako zawodnik oraz trener.
Jest jednym z zaledwie trzech trenerów koszykarskich, mających na swoim koncie tytuł mistrza NCAA, NIT oraz złoty medal olimpijski.
W 1976 roku doprowadził Hoosiers do wyniku 32-0.
Wziął udział w kilku filmach tj.: Dwóch gniewnych ludzi (2003), Drużyna asów (1994), W obręczy marzeń (1994).

## Osiągnięcia

### Zawodnicze
NCAA
- Mistrz NCAA (1960)[3]
- 3-krotny uczestnik rozgrywek NCAA Final Four (1960, 1961, 1962)
- 3-krotny mistrz sezonu zasadniczego konferencji Big Ten (1960, 1961, 1962)[5]

### Trenerskie
Drużynowe
- Mistrz:
  - NCAA (1976, 1981, 1987)[3]
  - sezonu zasadniczego konferencji Big Ten (1973, 1974, 1975, 1976, 1980, 1981, 1983, 1987, 1989, 1991, 1993)[3]
  - turnieju NIT (1979)[6]
- Uczestnik:
  - NCAA Final Four (1973, 1976, 1981, 1987, 1992)[3]
  - NCAA Elite Eight (1973, 1975, 1976, 1981, 1984, 1987, 1992, 1993)
  - NCAA Sweet Sixteen (1973, 1975, 1976, 1978, 1980, 1981, 1983, 1984, 1987, 1989, 1991, 1992, 1993, 1994, 2005)
- Finalista turnieju NIT (1985)[6]

Reprezentacja
- Mistrz olimpijski (1984)[7]
- Mistrz igrzysk panamerykańskich (1979)[8]

Indywidualne
- 2-krotny laureat Henry Iba Award (1975, 1989)
- Trener Roku:
  - NCAA według NABC (National Association of Basketball Coaches – 1975)
  - NCAA według AP (Associated Press – 1975, 1976, 1989)[9]
  - NCAA według UPI (United Press International – 1975, 1989)
  - NCAA im. Jamesa Naismitha (1987)
  - Naismith College (1987)
  - Clair Bee Coach of the Year Award (2002)
  - Konferencji Big Ten (1973, 1975, 1976, 1980, 1981, 1989)[3]
- Laureat nagrody Naismith Award for Men’s Outstanding Contribution to Basketball (2007)[1]
- Wybrany do:
  - Akademickiej Galerii Sław Koszykówki (2006)[1]
  - Koszykarskiej Galerii Sław im. Jamesa Naismitha (Naismith Memorial Basketball Hall Of Fame – 1991)[3]